# Geay (Deux-Sèvres)
Geay és un municipi francès situat al departament de Deux-Sèvres i a la regió de la Nova Aquitània. L'any 2007 tenia 350 habitants.

## Demografia

### Població
El 2007 la població de fet de Geay era de 350 persones. Hi havia 132 famílies de les quals 36 eren unipersonals (12 homes vivint sols i 24 dones vivint soles), 40 parelles sense fills, 48 parelles amb fills i 8 famílies monoparentals amb fills.
La població ha evolucionat segons el següent gràfic:
Habitants censats

### Habitatges
El 2007 hi havia 171 habitatges, 136 eren l'habitatge principal de la família, 10 eren segones residències i 24 estaven desocupats. Tots els 171 habitatges eren cases. Dels 136 habitatges principals, 101 estaven ocupats pels seus propietaris, 30 estaven llogats i ocupats pels llogaters i 5 estaven cedits a títol gratuït; 4 tenien dues cambres, 14 en tenien tres, 32 en tenien quatre i 86 en tenien cinc o més. 115 habitatges disposaven pel capbaix d'una plaça de pàrquing. A 64 habitatges hi havia un automòbil i a 66 n'hi havia dos o més.

### Piràmide de població
La piràmide de població per edats i sexe el 2009 era:
| Homes | Edats   | Dones |
| ----- | ------- | ----- |
| 0     | 95 o +  | 0     |
| 0     | 90 a 94 | 0     |
| 4     | 85 a 89 | 4     |
| 4     | 80 a 84 | 4     |
| 16    | 75 a 79 | 8     |
| 8     | 70 a 74 | 0     |
| 12    | 65 a 69 | 4     |
| 16    | 60 a 64 | 16    |
| 0     | 55 a 59 | 8     |
| 4     | 50 a 54 | 0     |
| 8     | 45 a 49 | 8     |
| 20    | 40 a 44 | 12    |
| 24    | 35 a 39 | 20    |
| 8     | 30 a 34 | 12    |
| 16    | 25 a 29 | 12    |
| 8     | 20 a 24 | 12    |
| 20    | 15 a 19 | 8     |
| 8     | 10 a 14 | 28    |
| 16    | 5 a 9   | 16    |
| 16    | 0 a 4   | 12    |

## Economia
El 2007 la població en edat de treballar era de 240 persones, 184 eren actives i 56 eren inactives. De les 184 persones actives 165 estaven ocupades (94 homes i 71 dones) i 19 estaven aturades (9 homes i 10 dones). De les 56 persones inactives 12 estaven jubilades, 28 estaven estudiant i 16 estaven classificades com a «altres inactius».

### Ingressos
El 2009 a Geay hi havia 135 unitats fiscals que integraven 335 persones, la mediana anual d'ingressos fiscals per persona era de 13.936,5 €.

### Activitats econòmiques
Dels 10 establiments que hi havia el 2007, 1 era d'una empresa alimentària, 1 d'una empresa de fabricació d'altres productes industrials, 2 d'empreses de construcció, 2 d'empreses de transport, 1 d'una empresa d'hostatgeria i restauració i 3 d'empreses de serveis.
Dels 3 establiments de servei als particulars que hi havia el 2009, 1 era un paleta, 1 lampisteria i 1 restaurant.
L'any 2000 a Geay hi havia 32 explotacions agrícoles que ocupaven un total de 1.554 hectàrees.

## Poblacions més properes
El següent diagrama mostra les poblacions més properes.